# مايك مالوت
مايك مالوت (بالإنجليزية: Mike Malott؛ مواليد 7 نوفمبر 1991) هو مُقاتل فنون قتالية مختلطة كندي.

## وصلات خارجية
- مايك مالوت على موقع يو إف سي (الإنجليزية)
- مايك مالوت على موقع بيلاتور (الإنجليزية)
- مايك مالوت على موقع شيردوغ (الإنجليزية)
- مايك مالوت على موقع Tapology.com (الإنجليزية)
- مايك مالوت على موقع فايت ماتريكس (الإنجليزية)